# Веселівська сільська рада (Путивльський район)
Весе́лівська сільська́ ра́да — колишній орган місцевого самоврядування в Путивльському районі Сумської області. Адміністративний центр — село Веселе.

## Загальні відомості
- Населення ради: 673 особи (станом на 2001 рік)

## Населені пункти
Сільській раді були підпорядковані населені пункти:
- с. Веселе
- с. Шулешівка

## Склад ради
Рада складалася з 15 депутатів та голови.
- Голова ради: Бізюков Олександр Васильович
- Секретар ради: Рябущенко Ольга Миколаївна

### Керівний склад попередніх скликань
| Прізвище, ім'я, по батькові  | Основні відомості                                                                       | Дата обрання | Дата звільнення |
| ---------------------------- | --------------------------------------------------------------------------------------- | ------------ | --------------- |
| Бізюков Олександр Васильович | Сільський голова, 1968 року народження, освіта вища, член Соціалістичної партії України | 26.03.2006   | 31.10.2010      |
| Бізюков Олександр Васильович | Сільський голова, 1968 року народження, освіта вища, безпартійний                       | 31.10.2010   |                 |

Примітка: таблиця складена за даними сайту Верховної Ради України